# Bitwa o Dębicę
Bitwa o Dębicę – starcie zbrojne mające miejsce w dniach 22–23 sierpnia 1944 między oddziałami armii niemieckiej a wojskami Armii Czerwonej, skutkujące zdobyciem Dębicy przez czerwonoarmistów i zakończeniem w niej władzy reżimu III Rzeszy.

## Przebieg działań bojowych
W rejon Dębicy wojska radzieckie z 60 Armii dowodzonej przez gen. Pawła Kuroczkina, 5 Gwardyjskiej Armii dowodzonej przez gen. Aleksieja Żadowa i 4 Gwardyjskiego Korpusu Pancernego dowodzonego przez gen. Pawła Połubojarowa dotarły w sierpniu 1944 roku w czasie operacji lwowsko-sandomierskiej. 
Ponieważ Dębica była ważnym ośrodkiem przemysłu lotniczego, a obok miasta w Pustkowie mieścił się poligon doświadczalny, na którym testowano broń rakietową V-1 i V-2 dowództwo niemieckie postanowiło bronić Dębicy i w jej rejonie odtworzyć ciągły front obrony. 
Do pierwszych walk na przedpolach miasta doszło 22 sierpnia. W walkach o miasto brali udział żołnierze z: 9 Gwardyjskiej Dywizji Powietrznodesantowej płk. Jefima Gołuba, 78 Gwardyjskiej Dywizji Strzeleckiej gen. Zachara Trofimowa, 332 Dywizji Strzeleckiej gen. Piotra Zubowa, 336 Dywizji Strzeleckiej gen. Michała Borisowa i 12 Gwardyjskiej Brygady Pancernej płk. Mikołaja Duszaka. W dniu następnym, tj. 23 sierpnia 1944 roku miasto zostało zdobyte. W walkach poległo około 1800 żołnierzy radzieckich.
Ponieważ w walkach o Dębicę wyróżnili się żołnierze z 28 Gwardyjskiego Pułku Powietrznodesantowego, pułk ten otrzymał zaszczytną nazwę Dębickiego natomiast płk. Wiktor Dobrowolski (szef rozpoznania z 4 Gwardyjskiego Korpusu Pancernego) w okresie Polski Ludowej uzyskał zaszczytny tytuł honorowego obywatela Dębicy. 

## Upamiętnienie
7 listopada 1953 roku na placu Zwycięstwa w Dębicy odsłonięto Pomnik Wdzięczności ku czci 1829 żołnierzy, którzy polegli w walkach o zdobycie miasta i jego okolicy.